# Pulau Pulau Mapia
Pulau Pulau Mapia är öar i Indonesien.   De ligger i provinsen Papua, i den östra delen av landet, 3 100 km öster om huvudstaden Jakarta.